# 長田敏行
長田敏行（日语：／ Nagata Toshiyuki，1945年—）是一名日本植物學家，曾於2013年獲得搞笑諾貝爾獎。他是東京大學名譽教授、法政大學名譽教授。

## 生平
長田出生於長野縣茅野市。畢業於長野縣諏訪清陵高中，1968年自東京大學理學部生物學科植物學專攻畢業。1973年完成該校研究所理學系研究科博士課程後，成為東京大學教養學部基礎科學科的助理。
之後，他曾擔任名古屋大學理學部生物學科助理教授，並在岡崎國立研究機構基礎生物學研究所擔任副教授。1990年，他成為東京大學研究所理學系研究科教授，並於2005年兼任東京大學大學院理學系研究科附屬植物園園長。
2007年，他從東京大學退休，獲頒名譽教授稱號。同年，他受聘為法政大學生命科學部應用植物科學科教授，並於2008年擔任生命科學部長。退休後，他成為法政大學名譽教授。
2013年，他與熊谷英彥及好侍食品的研究人員共同發現「洋蔥催淚因子生成酵素」，因此獲得搞笑諾貝爾獎化學獎。
此外，他也是歐洲分子生物學實驗室的聯合成員，並曾擔任公益財團法人日本孟德爾協會會長及小石川植物園後援會會長等職務。